# Richtlijn 95/46/EG
De Databeschermingsrichtlijn (Richtlijn 95/46/EG, ook wel: privacyrichtlijn of dataprotectierichtlijn) is een Europese richtlijn die het verwerken van persoonsgebonden gegevens in de Europese Unie regelde. Het was een belangrijk deel van de EU-wetgeving over privacy en mensenrechten.
In Nederland is de richtlijn omgezet in de Wet bescherming persoonsgegevens, in België geldt de Privacywet.
De richtlijn werd met ingang van 25 mei 2018 ingetrokken en vervangen door de Algemene verordening gegevensbescherming (AVG) — Engels: General Data Protection Regulation (GDPR) —, waardoor verdergaande harmonisatie kon worden bereikt.